# Erdstatik
Erdstatik sind die Berechnungsmethoden für das Verhalten des Bodens als Baustoff und für den Boden als Belastung für Bauwerke, oder anders ausgedrückt die Statik des Bodens.
Der Begriff Erdstatik wird meist im Zusammenhang mit der Bodenmechanik und dem Grundbau genannt. Bodenmechanik ist die theoretische Grundlage der Erdstatik, und Erdstatik ist die Voraussetzung für den Grundbau, das Bauen im Boden. An ihren Grenzen gehen diese Gebiete ineinander über. Die im Folgenden genannten Berechnungs- und Bemessungsverfahren tauchen im Grundbau wieder auf.
Die Erdstatik beschäftigt sich mit:
- Aktiver, passiver Erddruck und Erdruhedruck[1]
- Reibungswinkel und Kohäsion im Boden
- Druck und Spannungsverteilung im Boden, besonders unter Fundamenten
- Gleit- und Kippsicherheit von Fundamenten
- Standsicherheit von Geländesprüngen, Stützwände, Spundwänden etc.
- Berechnung der Sicherheit gegen Böschungsbruch
- Berechnung der Sicherheit gegen Grundbruch
- Tragfähigkeit von Flächen- und Pfahlgründungen und anderen Flach- und Tiefgründungen
- Berechnung von Setzungen und Konsolidation
- Sickerströmungen und Strömungsdruck im Boden
- Sohlenwasserdruck und Porenwasserdruck auf Bauwerke
- Standsicherheit von Baugruben
- Berechnung von Verankerungen und Verpressungen

Grundlagen und Berechnungsverfahren der Erdstatik sind unter anderem:
- Mohrscher Spannungskreis
- Gleitkreisberechnungen und Gleitkörperberechnungen nach Krey, Bishop, Janbu, Borowicka
- Spannungstrapezverfahren
- Bettungsmodulverfahren
- Steifemodulverfahren